# David Lanz
David Lanz, né le 28 juin 1950 à Seattle (Washington) est un pianiste new age, proposé pour les Grammy Awards. Le plus populaire de ses albums, Cristofori's dream, a été selon le magazine Billboard 200 l'album de la catégorie New Age le plus vendu durant 27 semaines, avant de devenir disque de platine.

## Biographie
Lanz fait remonter son intérêt pour le piano à son enfance. Il dit : « Enfant, le piano est l'une des premières machines avec laquelle nous pouvons entrer en contact, et l'une des premières que nous pouvons explorer. » Une autre explication de son goût pour le piano peut venir de sa mère, qui jouait Frank Sinatra, Ray Charles et Nat King Cole
Dans les années 1980, il commença à composer avec un ami une musique d'un genre nouveau, depuis appelé la musique new age.

## Discographie
- Cristofori's dream (1999)
  - Summer's child 6 min 14 s